# Gravstickeln
För verktyget, se Gravyrstickel.
Gravstickeln (Caelum på latin) är en svag stjärnbild på södra stjärnhimlen. Stjärnbilden är en av de 88 moderna stjärnbilderna som erkänns av den Internationella Astronomiska Unionen.

## Historik
Gravstickeln fanns inte med bland de 48 konstellationerna som listades av den antike astronomen Ptolemaios i hans samlingsverk Almagest. 
Stjärnbilden introducerades på 1750-talet av den franske astronomen Nicolas Louis de Lacaille och kallades från början Caelum Scalptorium. Lacaille valde att uppkalla stjärnbilderna efter instrument och verktyg och konstellationen är sålunda inte förknippad med någon myt.

## Stjärnor

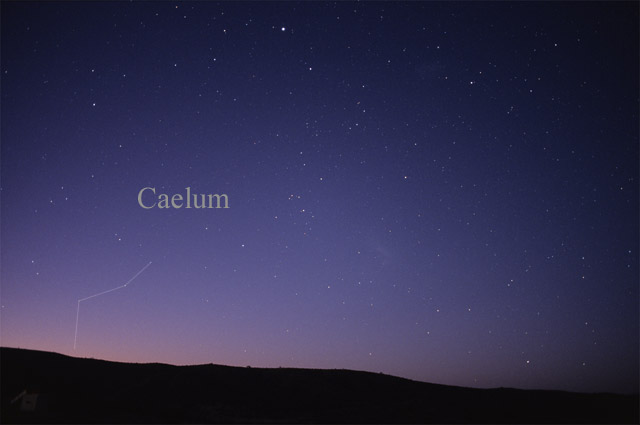
Stjärnbilden Gravstickeln (Caelum) som den kan ses med blotta ögat.

Gravstickeln är en liten och diskret stjärnbild som saknar stjärnor med egennamn. Här är uppgifter om de ljusstarkaste stjärnorna i stjärnbilden. 
| Beteckning | Namn                  | Mag. | Ljusårs avstånd | Kommentarer            |
| ---------- | --------------------- | ---- | --------------- | ---------------------- |
| α          | Alfa Caeli            | 4,45 | 65,7            |                        |
| γ¹         | Gamma¹ Caeli          | 4,55 | 185             |                        |
| β          | Beta Caeli            | 5,05 | 90,2            |                        |
| δ          | Delta Caeli           | 5,07 | 711             |                        |
| ν          | Ny Caeli              | 6,06 | 171             |                        |
| λ          | Lambda Caeli          | 6,24 | 652             |                        |
| γ²         | Gamma² Caeli, X Caeli | 6,34 | 334             | - Delta Scuti-variabel |
| ζ          | Zeta Caeli            | 6,35 | 514             |                        |

## Djuprymdsobjekt
Den lilla stjärnbilden har endast några få NGC-objekt.

### Galaxer
- NGC 1571 är en linsformad galax.
- NGC 1679 är en spiralgalax två grader söder om Zeta Caeli.
- IC 2106 är en  stavgalax.